# AATC
Az AATC az Apple Authorized Training Center rövidítése, jelentése Hivatalos Apple Oktatási Hely. Az AATC cím elnyeréséhez az Apple által előírt (és két–három évente változó) feltételeket kell teljesíteni. A teljesítés nem jelent automatikus elfogadást, az Apple üzleti szempontjai szerint dönt a cím odaítéléséről. Az AATC lehet csak Pro, lehet csak IT, vagy Pro és IT. A Pro AATC az Aperture (az Apple profi fotósoknak szánt alkalmazása), a Final Cut Pro (videó vágó– és szerkesztő program), Color, Final Cut Server, Motion, Soundtrack Pro, DVD Studio Pro és a Logic Pro (zenevágó– és szerkesztő alkalmazás) oktatások megtartására jogosult. Az IT minősítés a Mac OS X operációs rendszer és annak szerver változatának, illetve az iLife és az iWork oktatására jogosult. A képzések az Apple által kialakított tanmenetet követik, segédeszközként az Apple angol nyelvű kézikönyveit kínálják.
Az AATC jogosult vizsgáztatásra is azokból az Apple programokból, amelyekből képzést végezhet. Magyarországon két jogosított AATC található (iStyle és Mesharray), az XMS Akadémia bár szerepel az Apple felsorolásában, 2012 decemberében megszűnt. Az Apple vizsgák világszerte elismertek.